# (36024) 1999 NW50
1999 NW50 (asteroide 36024) é um asteroide da cintura principal. Possui uma excentricidade de 0.16909820 e uma inclinação de 1.82234º.
Este asteroide foi descoberto no dia 14 de julho de 1999 por LINEAR em Socorro.